# Plan Fouchet
Pour les articles homonymes, voir Fouchet.
Le plan Fouchet est un projet politique européen avorté. Il a été élaboré en 1961 par une commission intergouvernementale des six états de la Communauté économique européenne. Le travail de cette Commission, présidée par le Français Christian Fouchet, aboutit à une première version présentée le 2 novembre 1961, puis à une seconde en janvier 1962.

## Contexte
Pour un article plus général, voir Politique de « grandeur » du général de Gaulle (1958-1969).
La réalisation de ce plan s'effectue dans un contexte troublé pour l'Europe communautaire. C'est en effet une période où la guerre froide s'intensifie, et où s'effectue le retour au pouvoir de De Gaulle en France. Or, celui-ci est un farouche opposant au supranationalisme européen. Il conçoit l'Europe comme une organisation internationale, chargée entre autres de conserver son autonomie face aux deux superpuissances que sont à cette époque les États-Unis et l'Union soviétique.

## Histoire
Depuis l'échec de la Communauté européenne de défense (CED) en 1954, la communauté européenne avait relancé le processus de construction institutionnelle de l'Europe par l'intermédiaire des traités de Rome de 1957, qui instituaient la Communauté économique européenne (CEE) et la Communauté européenne de l'énergie atomique (CEEA). Ces deux communautés restaient toutefois axées sur l'économie, et n'abordaient pas frontalement la question de l'Europe politique (pas de mutualisation de souveraineté ni institution communautaire).
Cette question faisait l'objet d'un désaccord entre, d'un côté, la France, favorable à une simple coopération intergouvernementale, et de l'autre les 5 autres pays membres de la CEE, favorables quant à eux à l'octroi de compétences de type politiques à l'Europe communautaire.
Entre l'été 1958 et l'été 1960, le général de Gaulle peaufine sa conception avec notamment Konrad Adenauer, Joseph Luns, et Paul-Henri Spaak, avant de formuler par le biais du plan Fouchet, un projet précis fait de trois éléments entrelacés : premièrement, la coopération politique poursuivie sur le plan intergouvernemental ; deuxièmement, la réforme des institutions des communautés existantes avant de subordonner les « organismes supranationaux » à la volonté des capitales nationales ; troisièmement, l'abandon des structures militaires intégrées de l'OTAN.
Il fut donc décidé par les chefs d'État ou de gouvernement des Six d'instituer une commission intergouvernementale chargée d'étudier les problèmes concernant la coopération politique européenne, lors du Sommet européen de Paris (10 et 11 février 1961). Cet objectif fut réitéré lors du Sommet européen de Bonn, en juillet 1961. La déclaration de Bonn précisait que ce projet devait donner « forme à la volonté d'Union politique, déjà implicite dans les traités qui ont institué les Communautés européennes ».
Le premier plan Fouchet fut présenté le 2 novembre 1961, puis face aux réticences des membres de la Communauté européenne, un second fut présenté en janvier 1962.
Le projet, qui ne convenait pas aux pays de la CEE autres que la France, resta finalement lettre morte. Le traité de l'Élysée sera un pis-aller de ce plan en reprenant les principales dispositions mais en les limitant à deux pays, l'Allemagne de l'Ouest et la France.

## Contenu
Entre juillet et septembre 1960, Charles de Gaulle s’entretient avec l’ensemble de ses partenaires européens de la question de l’organisation politique de l’Europe. Cette initiative est à l’origine en février 1961 de la création par les Six d’une commission d’études, présidée par le gaulliste Christian Fouchet (« commission Fouchet »), dont le rôle est de présenter des propositions destinées à donner « un caractère statutaire à l’union de leurs peuples » (conférence de Bonn, 18 juillet 1961). En fait, seule la France présente publiquement un projet structuré d’union politique.
Le premier plan Fouchet distinguait les compétences de la Communauté européenne et celles de la future Union politique. Il prévoyait la mise en place d'une coopération entre les États membres en matière de politique étrangère et de défense, de science, de culture et de protection des droits de l'homme.
Le plan Fouchet prévoyait la création de plusieurs institutions :
- un Conseil des chefs d'État et de gouvernement. Il devait être l'organe de décision, et était composé des chefs de gouvernements des États membres. Il devait se réunir trois fois par an et statuer à l'unanimité ;
- trois Comités des ministres : un Comité des ministres des Affaires étrangères, devant assurer l'intérim du Conseil des chefs d’État et de gouvernement, un Comité des ministres de la Défense et un Comité des ministres de l’Éducation nationale ;
- une Assemblée parlementaire européenne consultative, institution commune à la Communauté européenne. L'Assemblée des Communautés devait représenter l'élément démocratique, mais elle n'avait selon le plan qu'un rôle consultatif ;
- une Commission politique. Elle devait être composée de hauts fonctionnaires appartenant à l’administration des Affaires étrangères des États membres. La présidence de cette Assemblée était tournante et correspondait dans le temps à celle du Conseil des chefs d’État et de gouvernement.

## Échec des négociations
Le plan Fouchet est cependant rejeté, la rupture définitive entre la France et ses partenaires européens s’effectuant le 17 avril 1962 autour de trois points :
1. Référence à l'OTAN, rejetée par la France ;
2. Réorganisation des institutions : la première version du plan Fouchet prévoit en effet que la révision du traité de l’Union doit avoir pour objectif une centralisation des institutions de l’ensemble des communautés européennes existantes au sein de l’Union. Or la deuxième version du plan Fouchet ne parle plus de centralisation au sein de l’Union mais de coopération entre les institutions des communautés européennes et de l’Union. Dans la troisième version du plan Fouchet, le général de Gaulle opère en outre deux autres modifications. D’une part il ajoute aux buts de l’Union (politique étrangère, politique de défense, politique culturelle et scientifique) la politique économique, ce qui touche donc aux domaines d’action des communautés européennes préexistantes. D’autre part il supprime dans l’article 17, consacré à la réorganisation des institutions de l’Union, la phrase suivante : « dans le respect des structures prévues aux traités de Paris et de Rome instituant les communautés européennes » ;
3. Candidature de la Grande-Bretagne, problème résumé par Paul-Henri Spaak : « Si vous ne voulez pas l’intégration, alors il faut la Grande-Bretagne et si vous ne voulez pas de la Grande-Bretagne, alors il faut l’intégration. Il nous faut l’un ou l’autre. Nous ne pouvons pas nous trouver sans l’intégration, ni sans la Grande-Bretagne »[5].

## Conséquences politiques en France
L'échec du plan Fouchet ainsi que les railleries du général de Gaulle concernant « les apatrides » et « les adeptes du volapük intégré » ont pour conséquence la démission, en mai 1962, des cinq ministres du Mouvement républicain populaire (MRP) qui avaient accepté de faire partie du gouvernement constitué un mois plus tôt par Georges Pompidou. Cette rupture entraînera le passage du MRP à l'opposition et à terme la candidature contre le Général à l'élection présidentielle de 1965 de Jean Lecanuet.

## Sources

## Compléments